# Hîrtop, Cimișlia
Hîrtop este satul de reședință al comunei cu același nume  din raionul Cimișlia, Republica Moldova.

## Demografie

### Structura etnică
Structura etnică a satului Hîrtop conform recensământului populației din 2004:
| Grup etnic                                               | Populație | % Procentaj  |
| -------------------------------------------------------- | --------- | ------------ |
| Băștinași declarați Moldoveni Băștinași declarați Români | 1.863 16  | 92,64% 0,80% |
| Ucraineni                                                | 87        | 4,33%        |
| Ruși                                                     | 24        | 1,19%        |
| Bulgari                                                  | 10        | 0,50%        |
| Țigani                                                   | 9         | 0,45%        |
| Găgăuzi                                                  | 2         | 0,10%        |
| Total                                                    | 2.011     |              |

## Galerie de imagini

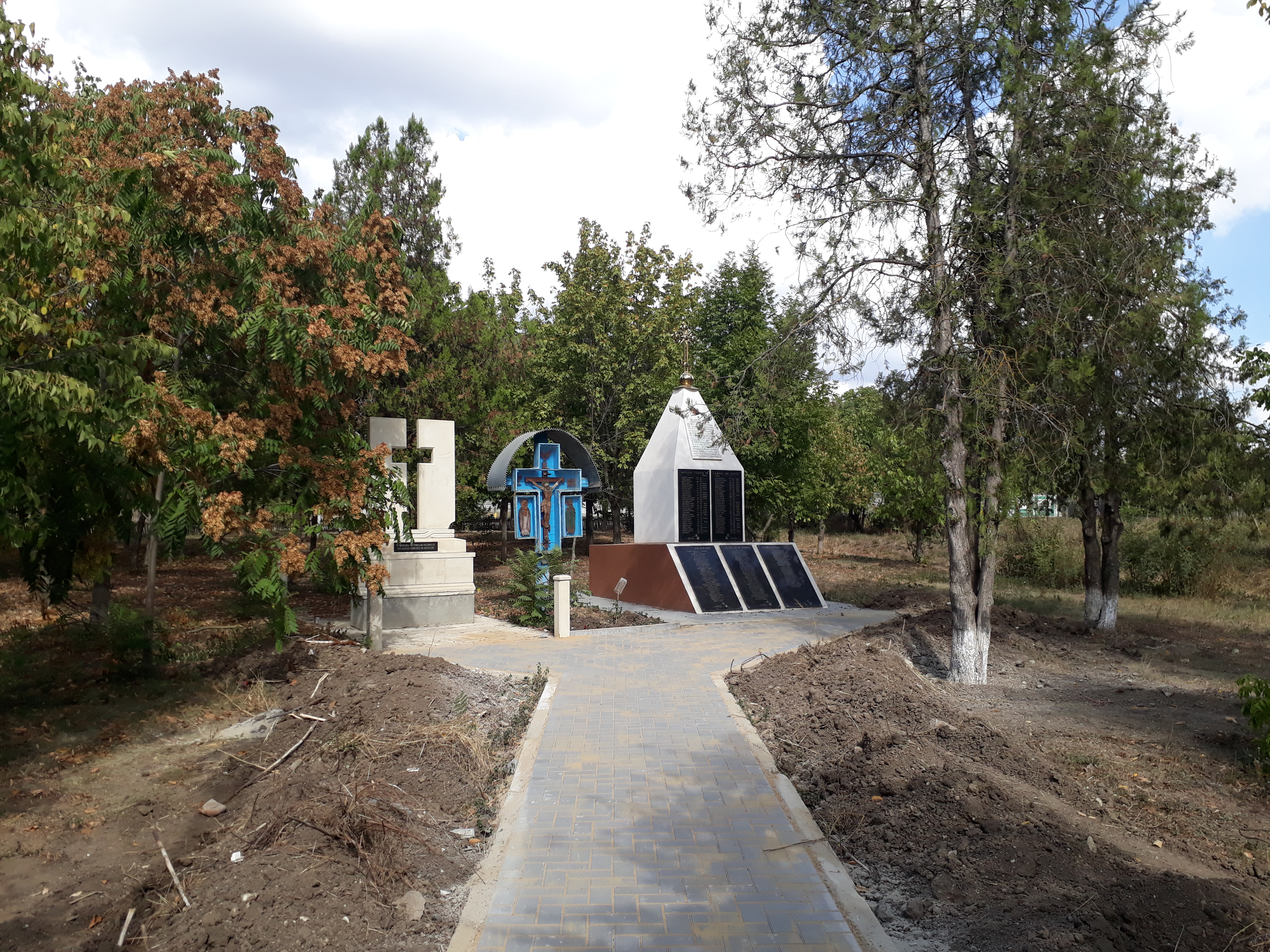
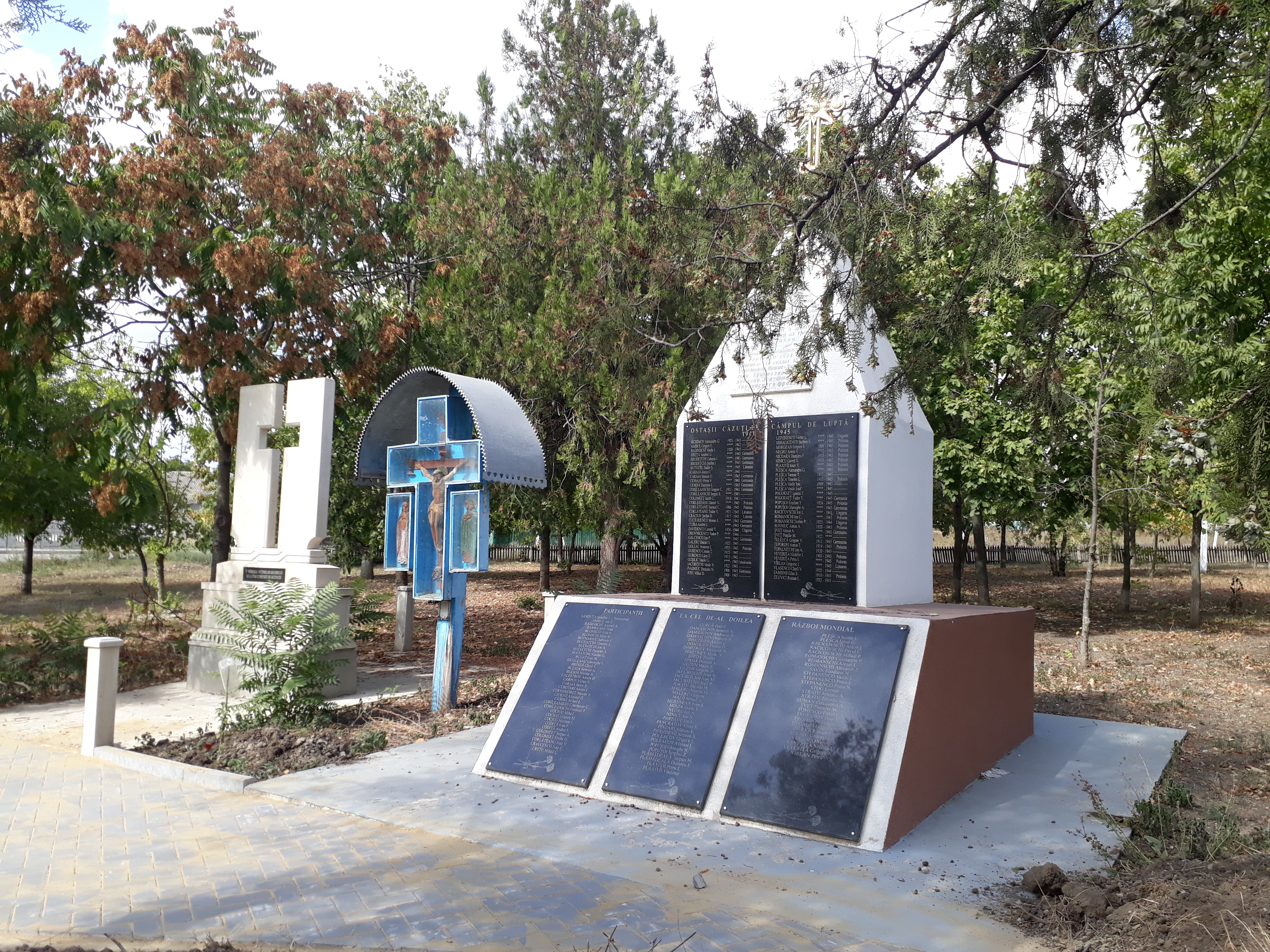
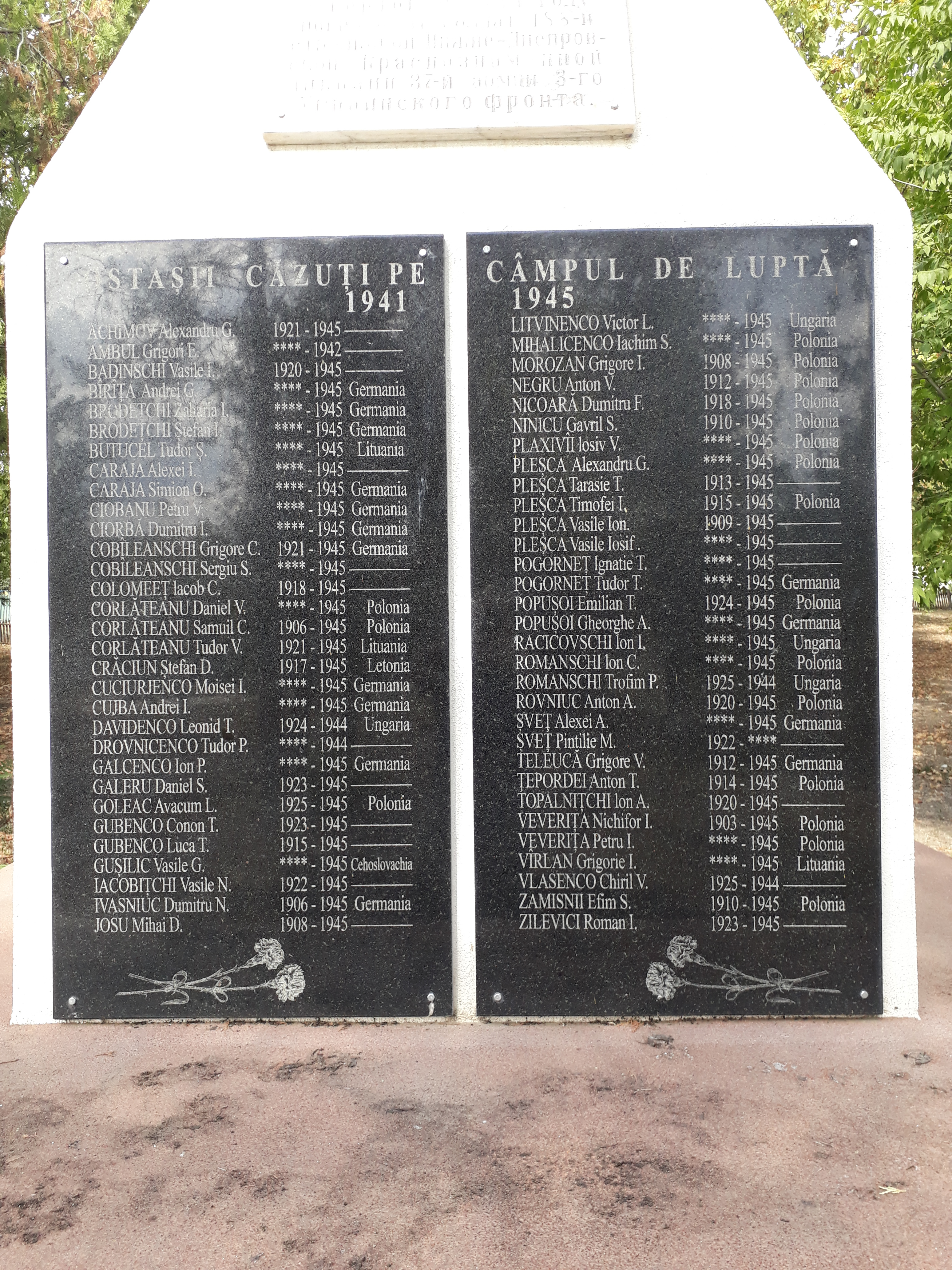
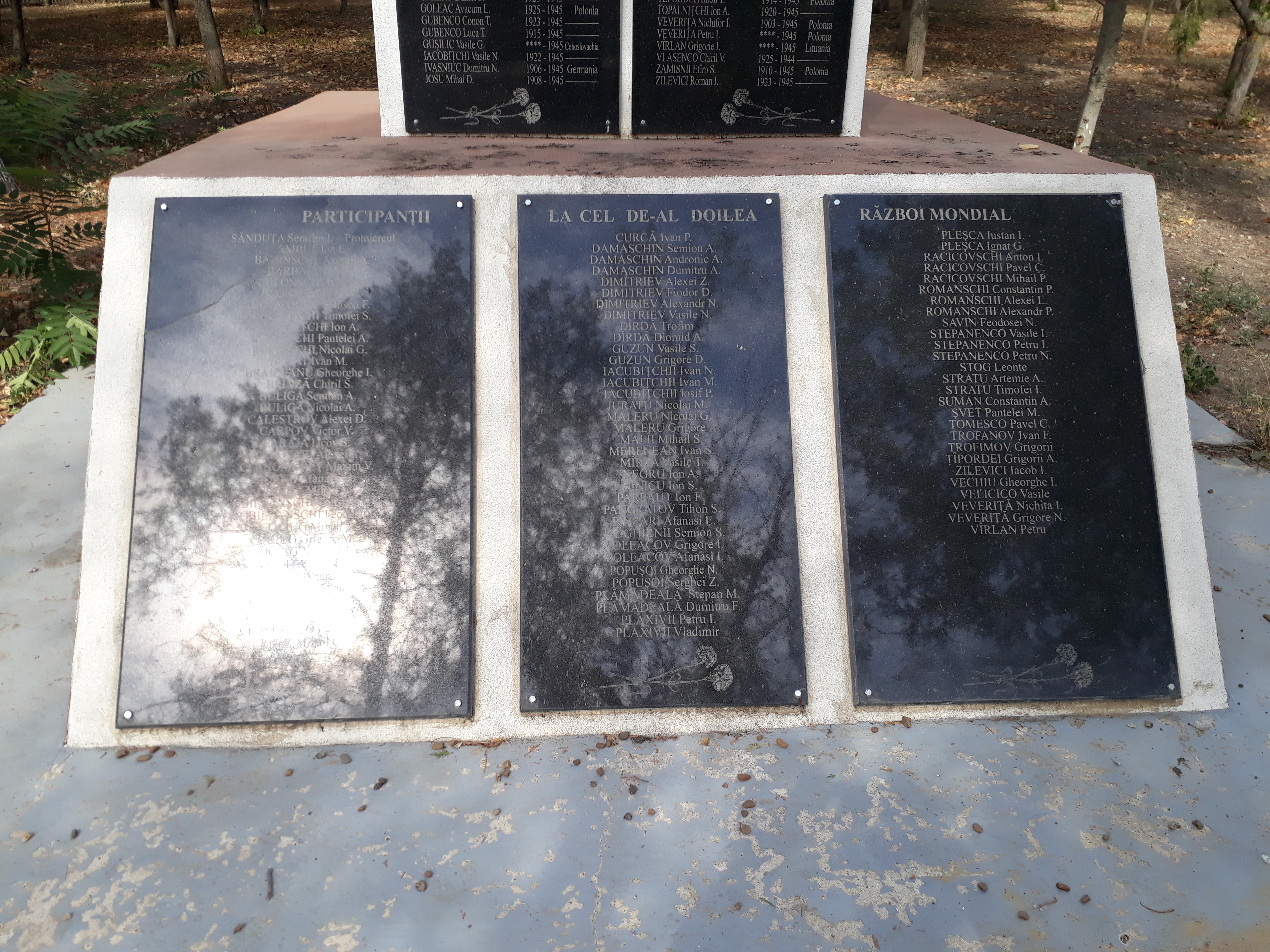

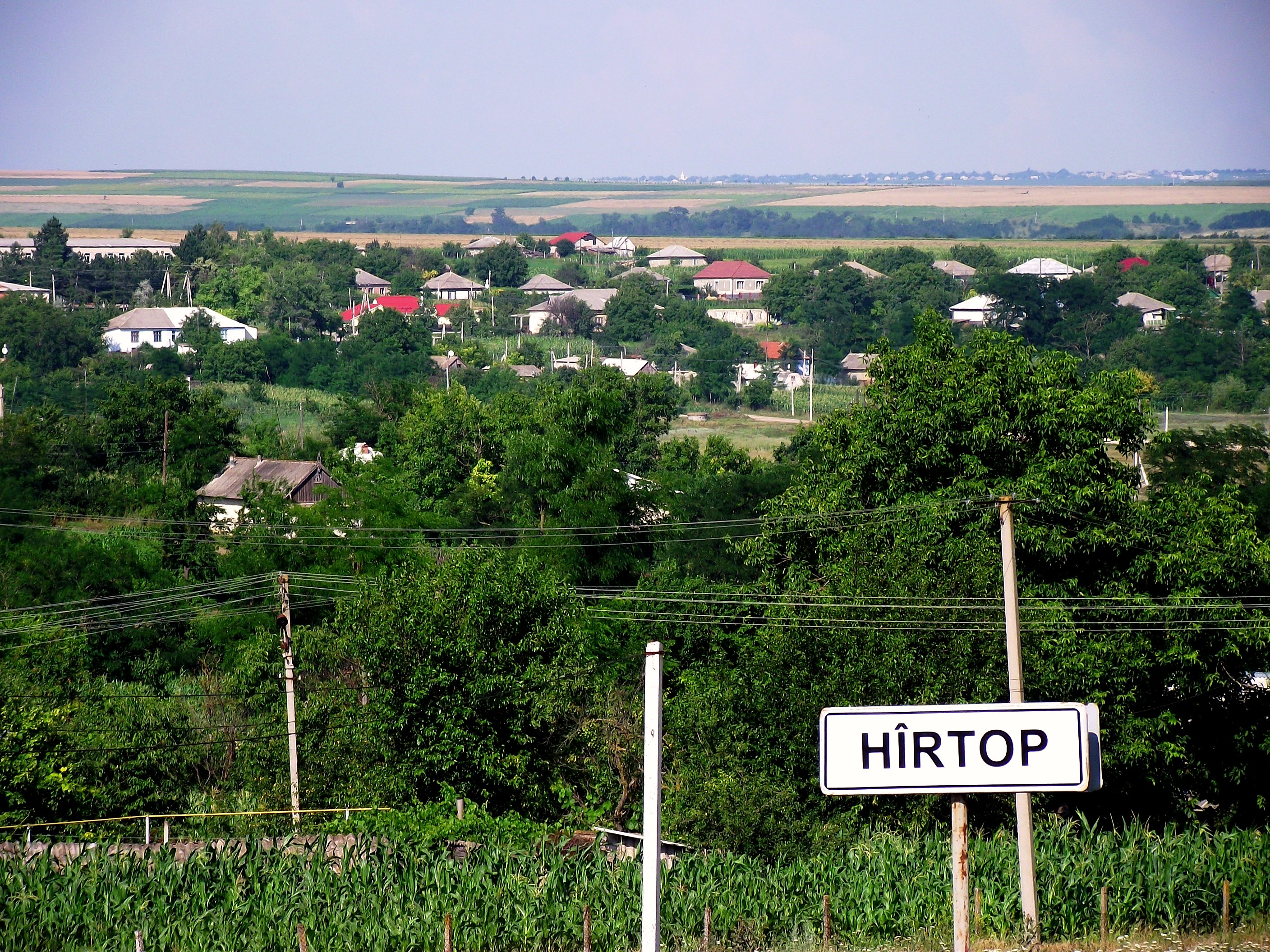
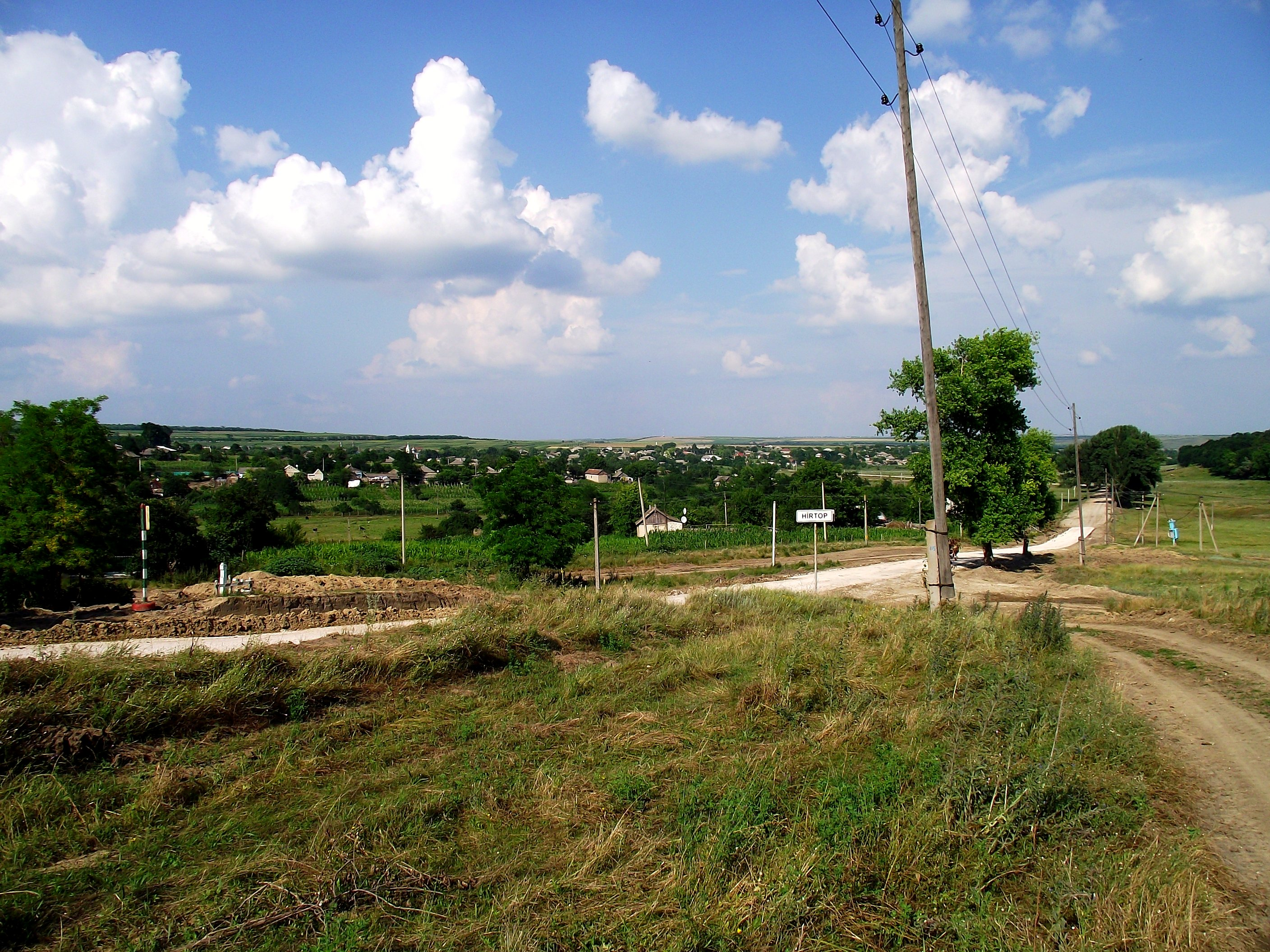
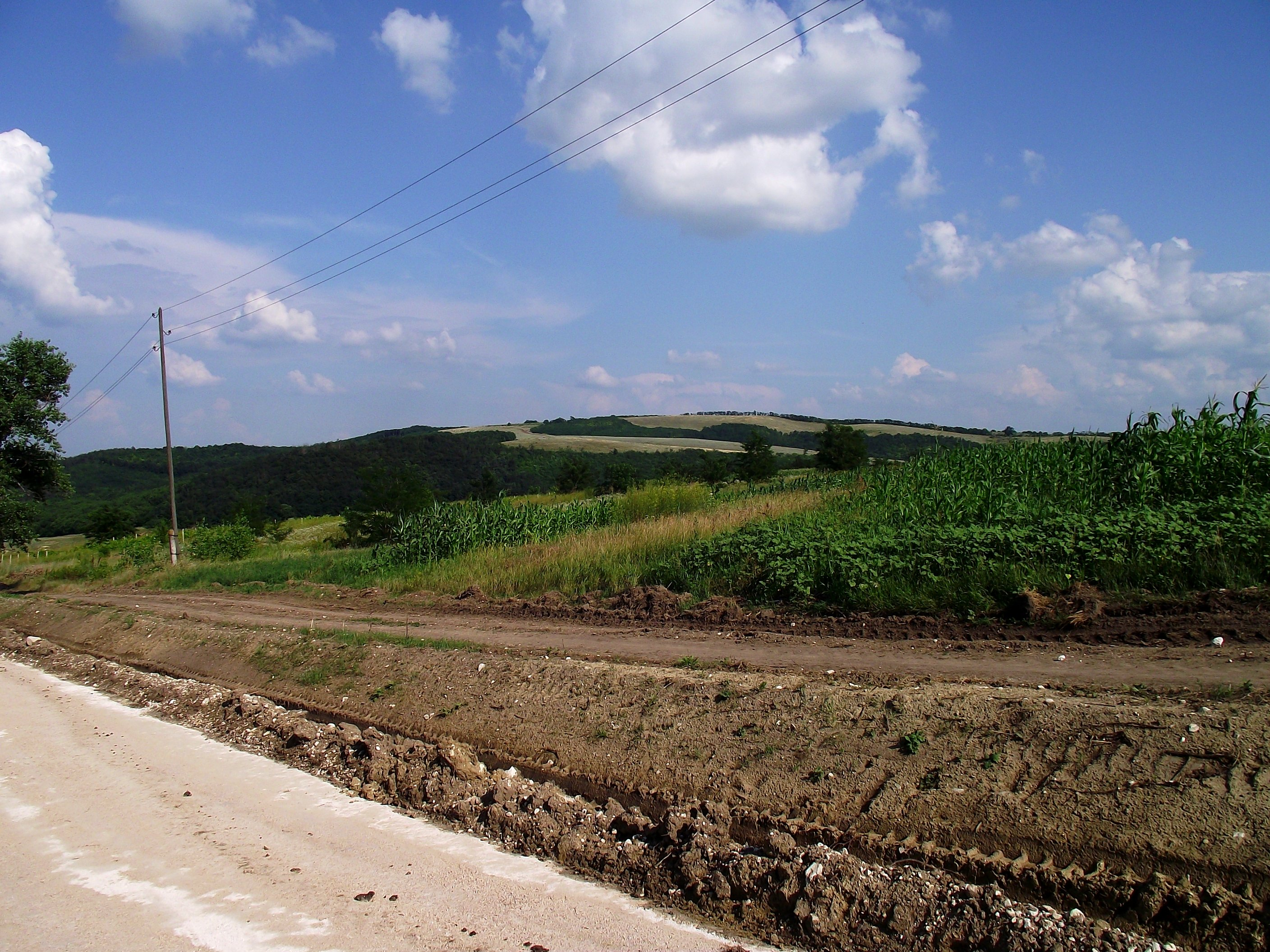
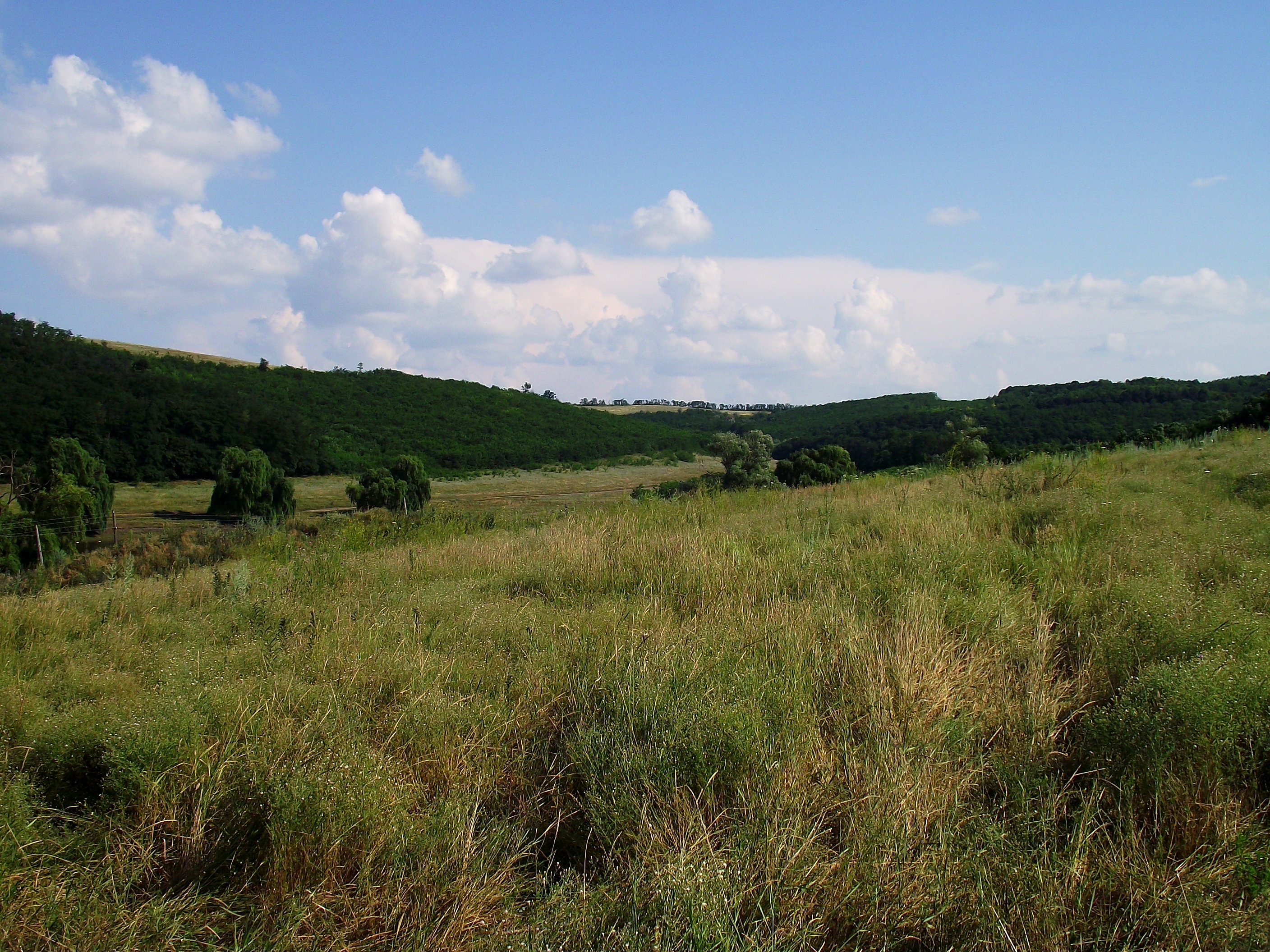
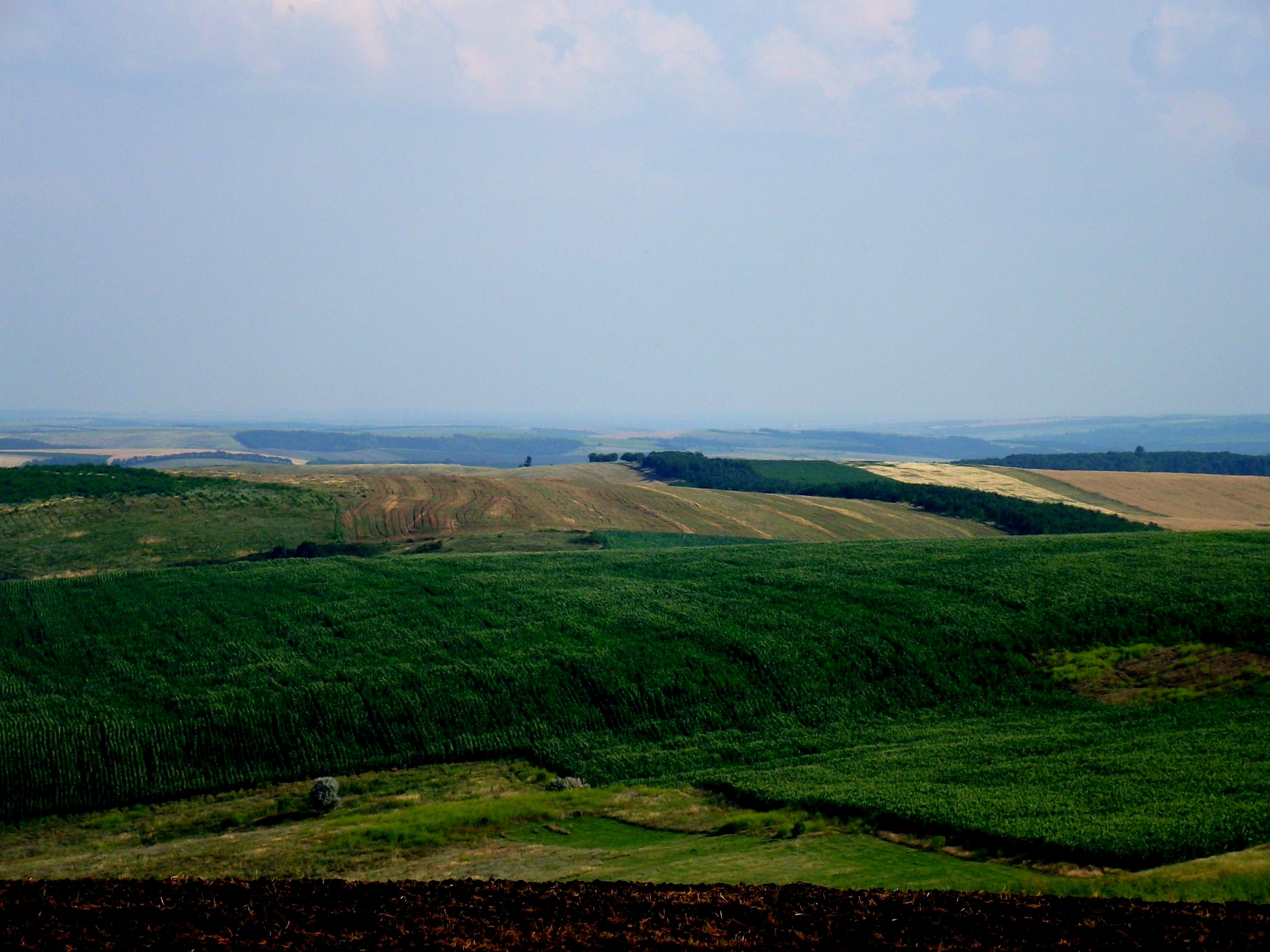
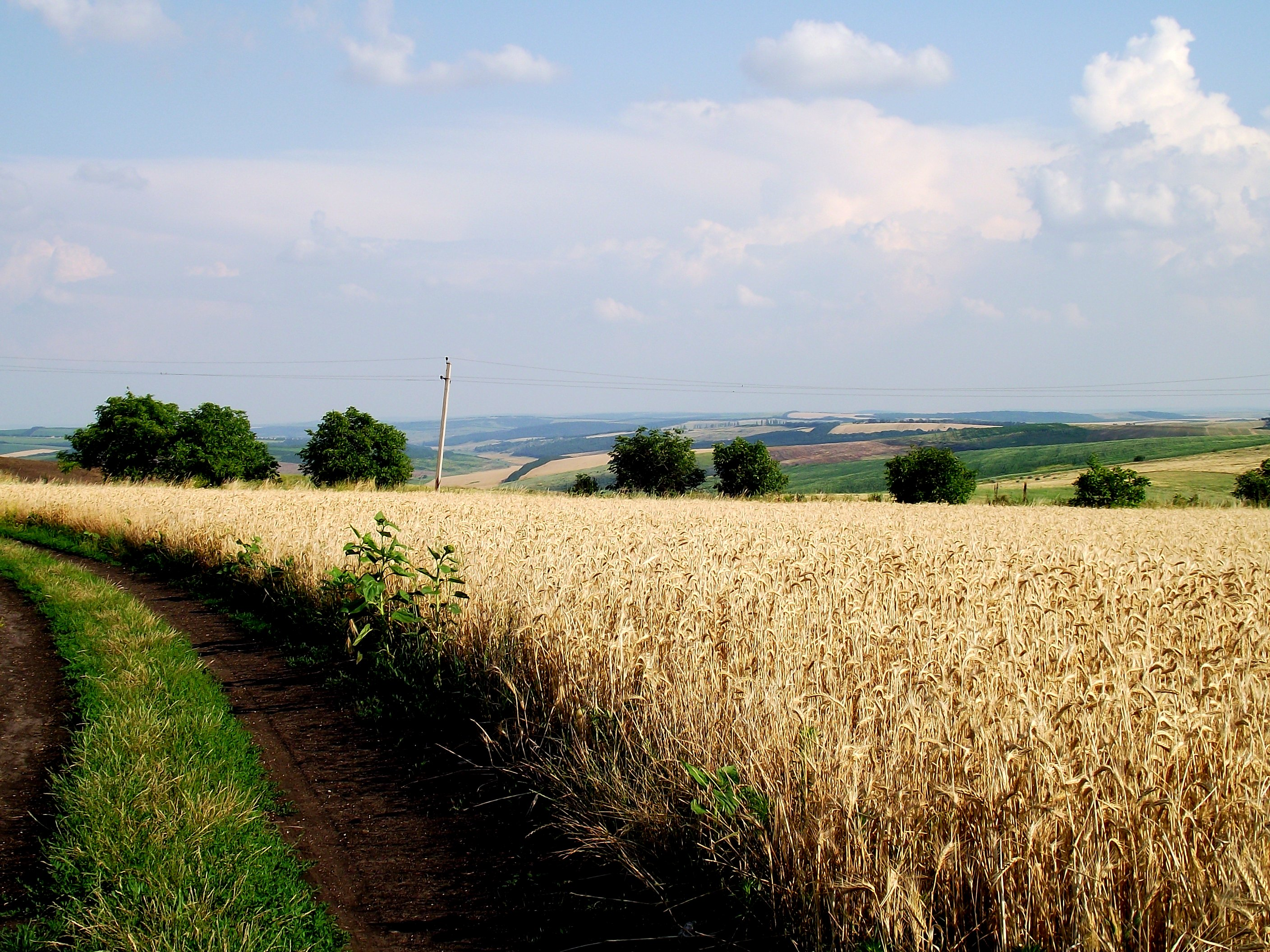

Biserica „Sf. Arhangheli Mihail și Gavriil”, monument ocrotit de stat.

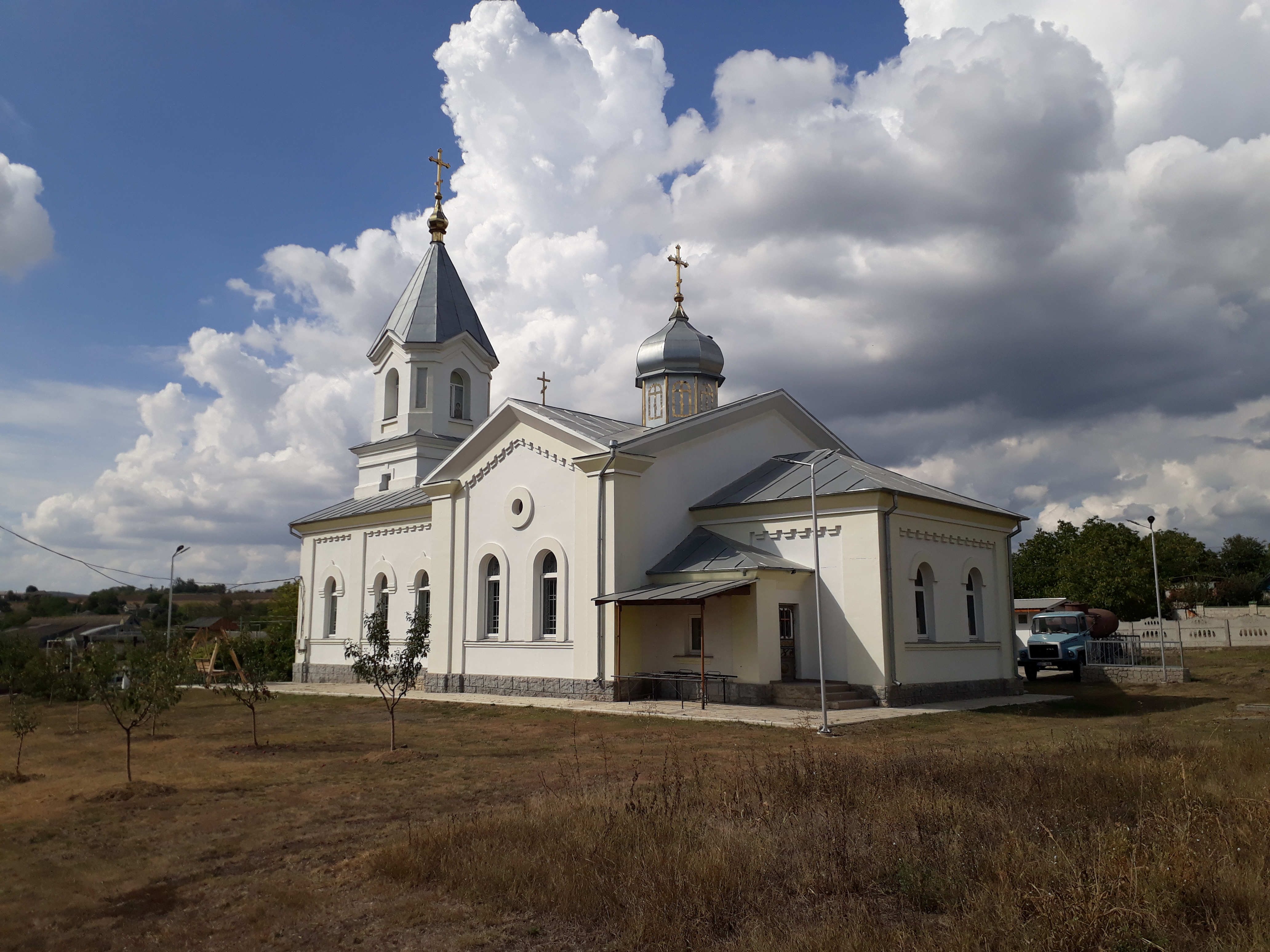
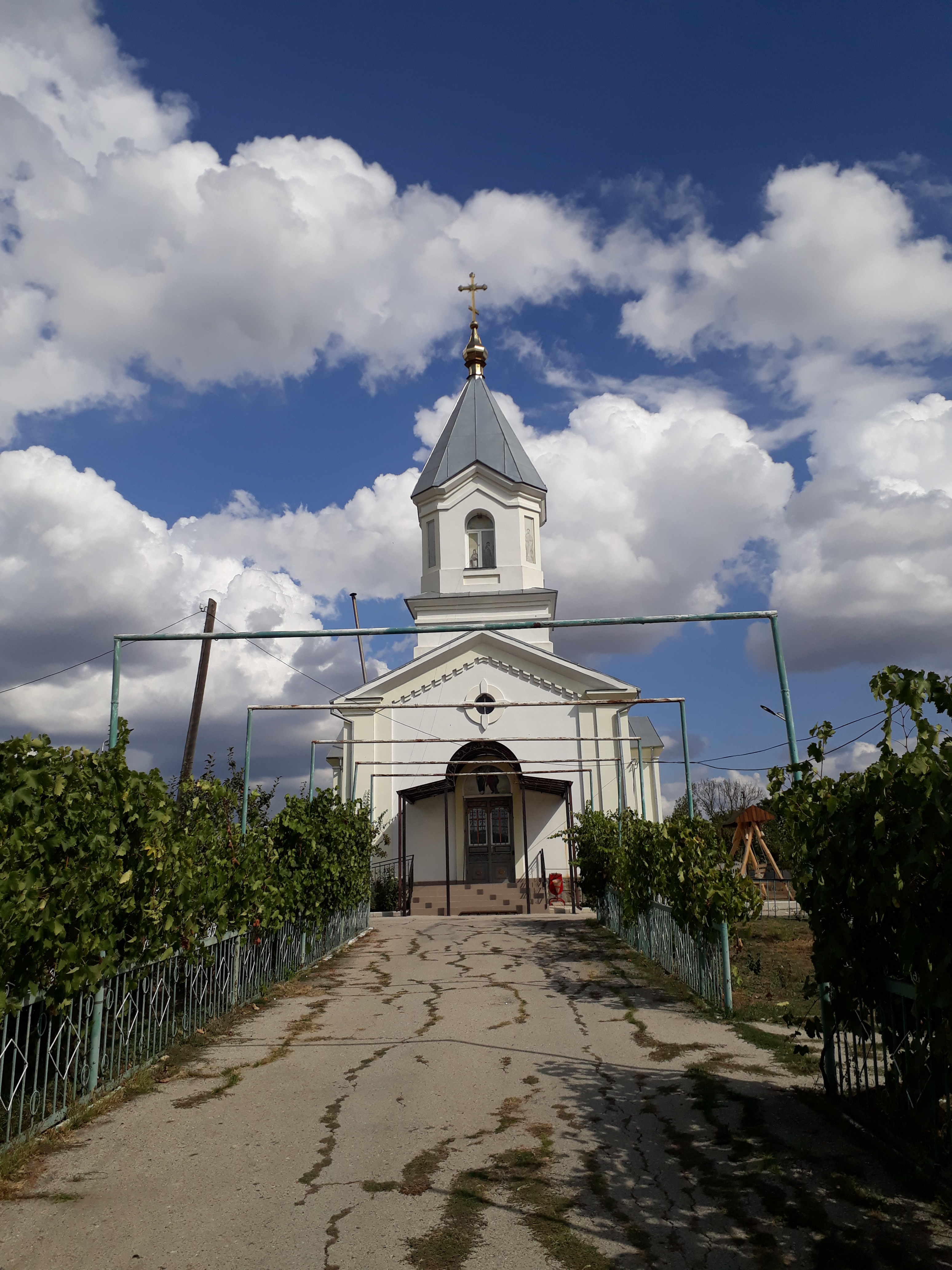
Aleea spre biserică
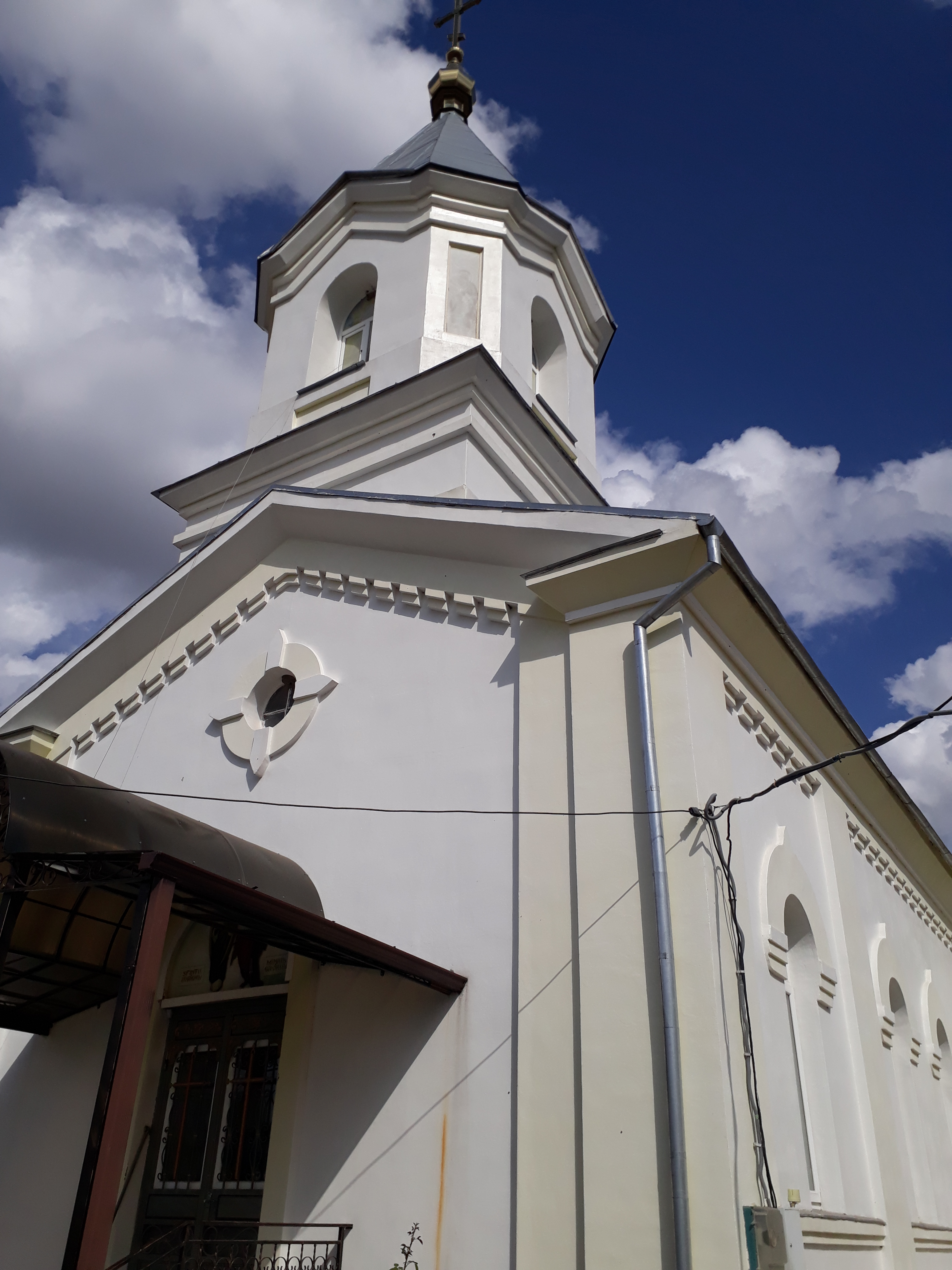
Elemente arhitecturale decorative și turn octogonal
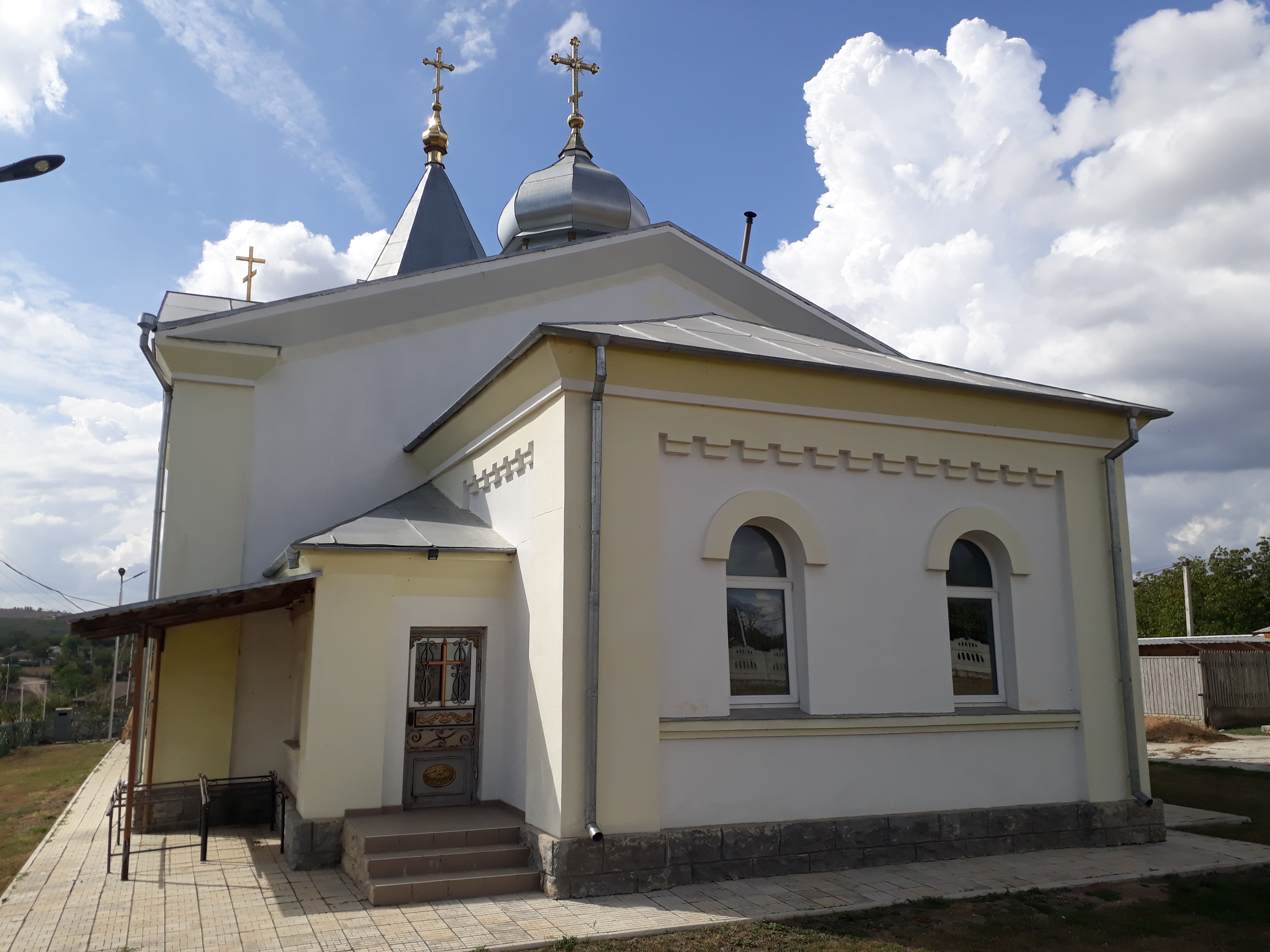
Fațada nord-estică cu intrare laterală
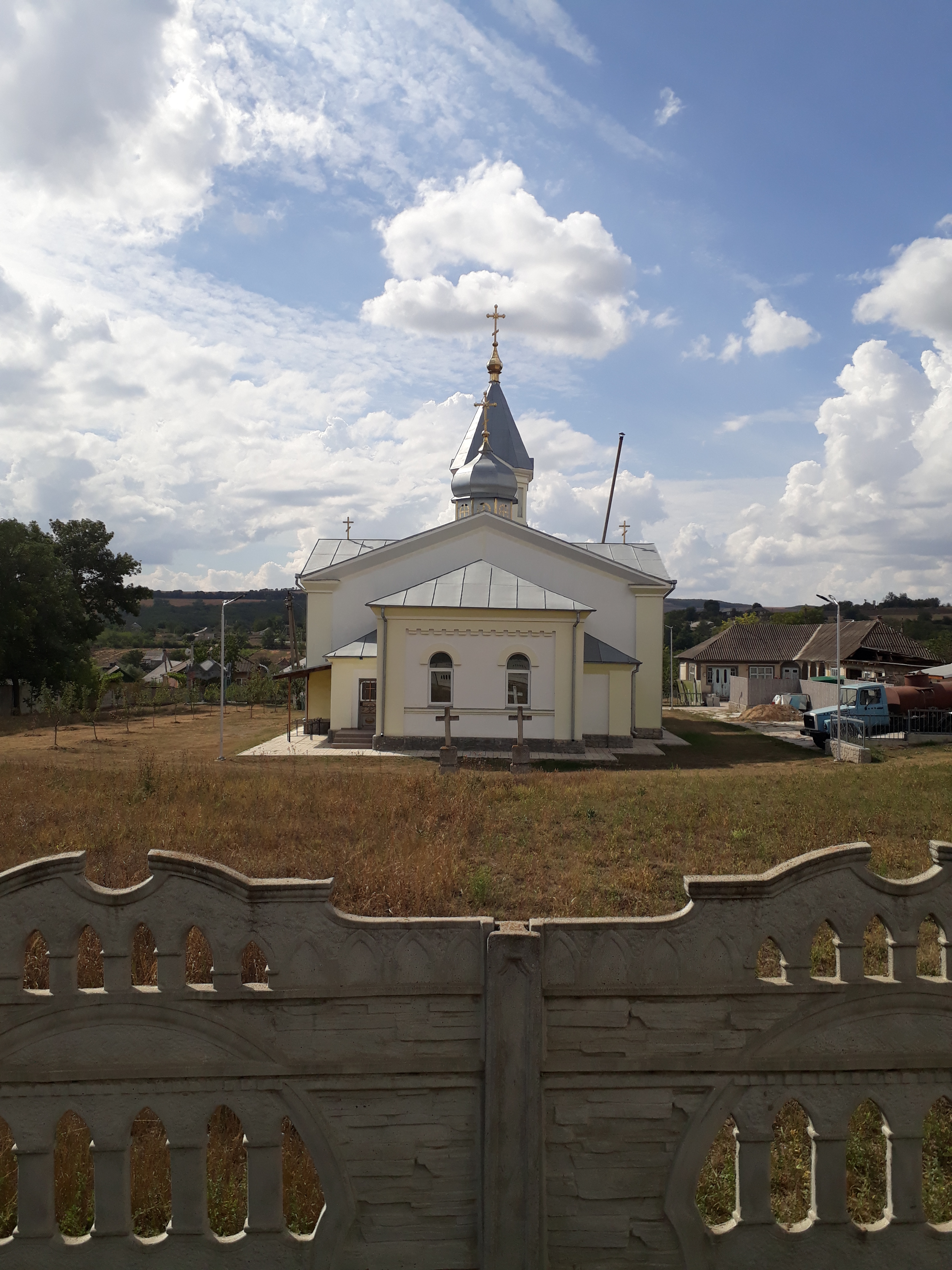
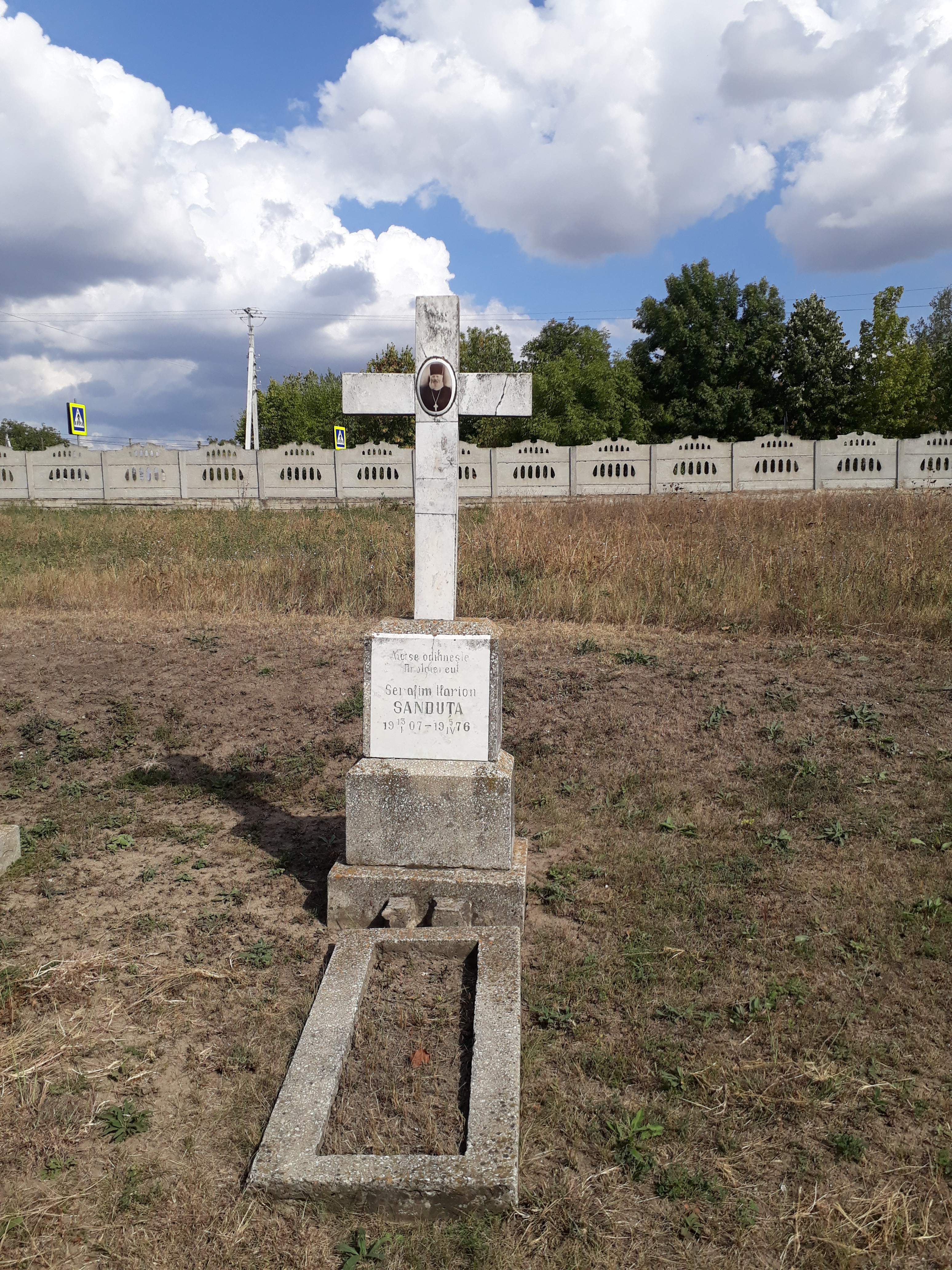

Memorialul consătenilor căzuți în Al Doilea Război Mondial.
Natura adiacentă localității